# 蔡增誉
蔡增誉，字宏耀，號情符，福建晋江龜湖（今石獅市）人，明朝政治人物。进士出身。

## 生平
萬曆二十二年甲午科福建鄉試舉人，二十六年（1598年）登戊戌科進士。大理寺观政，授户部主事，三十年升员外，本年升郎中。萬曆三十三年（1605年），接替许惟新任松江府知府一职，萬曆三十五年（1607年）由张九德接任。同年升江西按察司副使，三十六年改任本省提学，三十八年升参政。

## 家族
曾祖蔡清正。祖父蔡森。父蔡校。